# Cattleya fournieri
Cattleya fournieri là một loài thực vật có hoa trong họ Lan. Loài này được (Cogn.) Van den Berg mô tả khoa học đầu tiên năm 2008.